# Corral Falso, Veracruz
Corral Falso är en ort i Mexiko.   Den ligger i kommunen Tepetzintla och delstaten Veracruz, i den sydöstra delen av landet, 230 km nordost om huvudstaden Mexico City. Corral Falso ligger 125 meter över havet och antalet invånare är 191.
Terrängen runt Corral Falso är platt åt sydväst, men åt nordost är den kuperad. Runt Corral Falso är det ganska tätbefolkat, med 65 invånare per kvadratkilometer. Närmaste större samhälle är Cerro Azul, 18,0 km nordost om Corral Falso. Trakten runt Corral Falso består till största delen av jordbruksmark.